# 関俊彦 (法学者)
関 俊彦（せき としひこ、1941年 - ）は、日本の法学者（商法・会社法）。法学博士（東京大学）。東北大学名誉教授。弁護士。竹内昭夫門下。

## 人物
商法総則・商行為、会社法、手形・小切手法の分野で体系書を著している（出版社は異なる）。

## 学説
- 会社法
- 商法総論総則
- 有価証券法

## 経歴
- 1941年（昭和16年）2月 - 東京都生まれ
- 1965年（昭和40年）3月 - 東京大学法学部卒業
- 1976年（昭和51年）3月 - 東京大学大学院法学政治学研究科博士課程修了、法学博士（東京大学）、博士論文は「株式評価論」
- 1977年（昭和52年）4月 - 東北大学法学部助教授
- 1980年（昭和55年）11月- パリ第一大学(フランス政府給費生)
- 1984年（昭和59年）4月 - 東北大学法学部教授
- 1987年（昭和62年）4月 - ハーバード・ロースクール客員研究員
- 2000年（平成12年）4月 - 東北大学大学院法学研究科教授
- 2004年（平成16年）4月 - 東北大学名誉教授（～現在）
- 2004年（平成16年）4月 - 法政大学法科大学院教授
- 2004年（平成16年）5月 - 弁護士登録（第一東京弁護士会）（～現在）

## 役職
- 履歴　司法試験考査委員(旧制)　公認会計士試験委員　日本私法学会理事　日本海法学会理事　東北大学学生部長(旧制)　山梨学院大学法科大学院客員教授　三井住友海上火災保険株式会社取締役（社外取締役） MS&ADインシュアランスグループホールディングス取締役（社外取締役・独立役員）

- その他の役職は、吉原和志・山本哲生編『変革期の企業法(関俊彦先生古稀記念)』（商事法務、2011年）の巻末に一覧掲記

## 著作
- 『株式評価論』（商事法務研究会、1983年）
- 『商法1･2』（放送大学教育振興会、1991年）
- 『商法総論総則』（有斐閣、第2版、2006年）
- 『金融手形小切手法』（商事法務、初版1996年、新版2003年）
- 『会社法概論』（商事法務、全訂第2版、2009年）
- その他の論文、解説、判例研究などは、吉原和志・山本哲生編『変革期の企業法（関俊彦先生古稀記念）』（商事法務、2011年）の巻末に一覧掲記